# Dad’s Stick
Dad’s Stick (deutsch Papas Stock) ist ein britischer Kurzfilm von John Smith aus dem Jahr 2012. In Deutschland feierte der Film am 3. Mai 2013 bei den Internationalen Kurzfilmtagen in Oberhausen Premiere.

## Handlung
Tony Smith stirbt und zeigt seinem Sohn John noch drei letzte Gegenstände …

## Kritiken
„Mr. John Smith, ein Lineal, eine Tasse (und ziemlich viel Farbe). Es ist uns eine Ehre, Mr. Tony Smith vorgestellt zu werden. Ein fein geknüpftes Netz winziger Details bereichert und ermöglicht das tiefe und farbenfrohe Eintauchen in das persönliche Palimpsest von Erinnerungen, das ‚Dad’s Stick‘ so beeindruckend zusammenfasst.“

## Auszeichnungen
Punto de Vista 2013
- Jean Vigo Prize for Best Director

Ann Arbor Film Festival 2013
- Jury Award

Internationale Kurzfilmtage Oberhausen 2013
- ARTE-Preis für einen europäischen Kurzfilm

Erarta Motion Pictures Festival 2014
- Special Art Jury Award
- Special Cinema Jury Award